# Yug jezik
Yug jezik (ISO 639-3: yug; sym-ket), izumrli jenisejski jezik koji se do 20. stoljeća govorio na području Sibira u Rusiji. Jenisejsku (ili jenisejsko-ostjačku) skupinu činio je s jezicima arin, assan, ket, kott, pumpokol i yugh.

## Vanjske poveznice
- The Yug Language  Arhivirana inačica izvorne stranice od 12. ožujka 2021. (Wayback Machine)